# Basalttuff-Steinbruch (Beuren)
Der Basalttuff-Steinbruch ist ein flächenhaftes Naturdenkmal und ein Geotop auf dem Gebiet der baden-württembergischen Gemeinde Beuren im Landkreis Esslingen.

## Kenndaten
Das Naturdenkmal wurde mit Verordnung vom 25. August 1983 unter dem Namen Basalttuff-Steinbruch (Basaltgruben) ausgewiesen. Es ist unter dem Namen Basalttuff-Steinbruch im Gewann Herbstwiesen NE von Beuren auch als Geotop geschützt.

## Lage und Beschreibung
Das Naturdenkmal liegt rund einen Kilometer nordöstlich von Beuren in der Nähe des Freilichtmuseums Beuren direkt an der Landesstraße 1210 in Richtung Owen. Im Volksmund wird der Steinbruch allgemein als „Sandgrube“ bezeichnet, da der sandartige Tuffstein über Jahrhunderte hinweg als Baumaterial genutzt wurde.
Es handelt sich um einen Schlot des miozänen Schwäbischen Vulkans im Urach-Kirchheimer Vulkangebiet. Die schwarzen Tuffsande sind zum Teil schwach geschichtet und werden von zahlreichen kleinen Tuffgängen durchzogen.

## Sonstiges

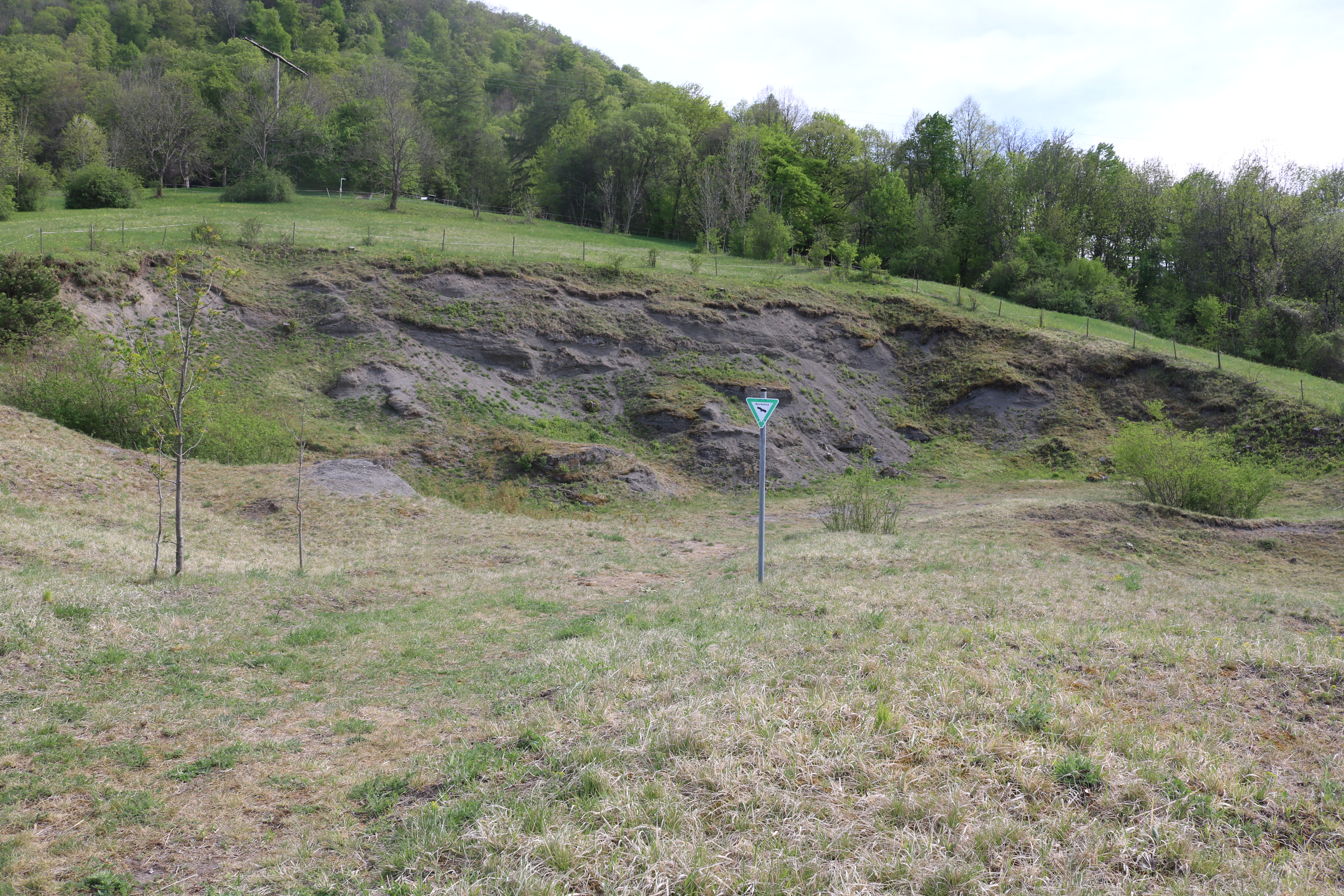
Nach einer 2019 durchgeführten Pflegemaßnahme bietet die Sandgrube wieder das ursprüngliche Bild

Durch seine Lage am Hang hatte die ehemalige Sandgrube die Form eines Amphitheaters und war in den 1970er Jahren Veranstaltungsort für verschiedene Vereine.